# Dreros

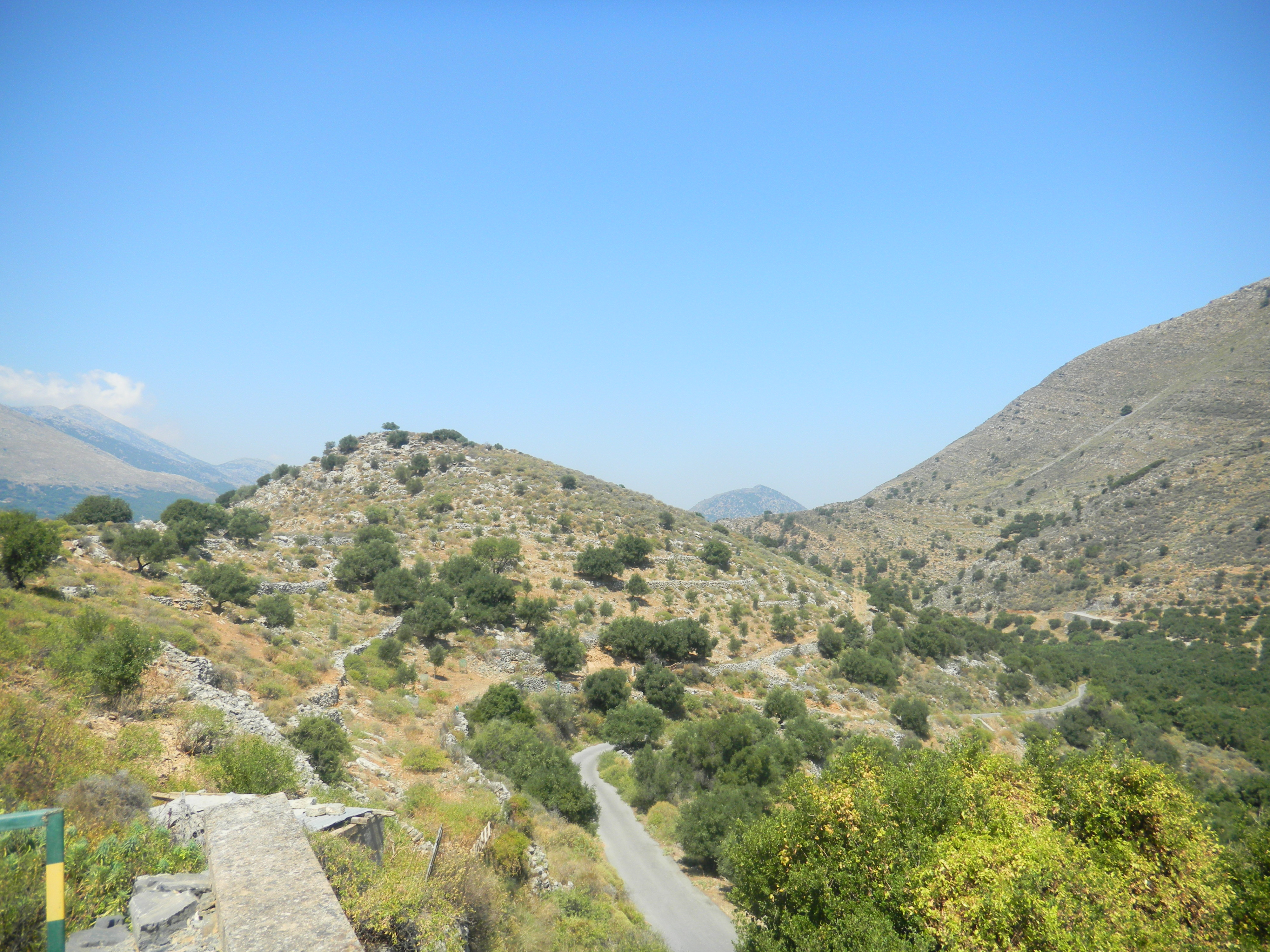
Vista parcial do sítio arqueológico

Dreros (em grego clássico: Δρῆρος) ou Driros é um sítio arqueológico pós-minoico  na parte oriental da ilha de Creta, Grécia, situado aproximadamente 2 km a leste de Neápolis, na unidade regional de Lasíti, 16 km a noroeste de Ágios Nikolaos.
No local existiu uma cidade desde o Período Geométrico (c. século IX ou VIII a.C.) até ao período bizantino (Idade Média). Ocupa uma área entre dois cumes do monte de Ágios Antonios (Santo António) e a depressão entre ambos. O monte de Ágios Antonios é um esporão do Cádisto e os cumes, um a leste e outro a oeste, constituíram as acrópoles da cidade). As únicas menções escritas ao local são do autor bizantino Teognosto, o Gramático e datam do século IX d.C.. As investigações arqueológicas mostraram que Dreros foi inicialmente colonizada por gregos do continente no início do período arcaico (século VIII a.C.), aproximadamente ao mesmo tempo que Lato e Priniás (Rizínia).
Foi em Dreros que foi escavado um dos templos gregos mais antigos que se conhecem, do século VIII a.C., consagrado a Apolo Delfínio, onde foram encontradas três estatuetas, — conhecidas como a Tríade de Dreros — presumivelmente dedicadas ao culto de Apolo, Ártemis e Leto e datadas do final do século VIII a.C. ou meados do século VII a.C. Outra descoberta célebre feita no local foi uma inscrição do século VII a.C., conhecida como inscrição de Dreris ou lei sagrada de Dreros, que constitui o exemplo mais antigo de legislação grega que se conhece.
Segundo Nicolas Coldstream, a ágora de Dreros é a mais antiga que se conhece no mundo grego e o seu «teatro primitivo [..] estabeleceu o precedente de todos os teatros e buleutérios dos períodos arcaico e clássico».

## História
Sabe-se muito pouco sobre a história da cidade. No local existiu previamente um assentamento subminoico, ao qual pertencia uma necrópole situada no lado norte da colina. Dreros foi fundada por colonos dóricos no Período Geométrico e conheceu o seu apogeu entre os séculos VIII e VI a.C.. No período helenístico, durante os séculos III e II a.C., a cidade manteve estreitas relações com Cnossos, primeiro como aliada na guerra contra Licto (Lyttos ou Lythos), e depois como sua dependente. Dreros perdeu importância no século II a.C., ao ponto de não se encontrar entre as 30 cidades cretenses que assinaram um pacto com Eumenes II, o rei atálida de Pérgamo, em 183 a.C., mas o local continuou a ser habitado até ao período bizantino.
O sítio do início da Idade do Ferro foi inicialmente escavado em 1917 por Stephanos Xanthoudides. Em 1932 a Escola Francesa de Atenas começou a escavar em Dreros, sob a liderança de Pierre Demargne, que retomou os trabalhos em 1936. Em 1935, o templo de Apolo foi escavado por Spyridon Marinatos, que encontrou as estatuetas de culto de Apolo, Ártemis e Leto.

## Descrição e escavações
O centro da antiga cidade e a sua ágora encontram-se na zona plana, na depressão entre os dois pequenos cumes da colina de Ágios Antonios, um a leste e outro a oeste. Em cada um desses cumes há uma acrópole. Foram encontrados vestígios de muralhas. No canto sudoeste da ágora ainda se podem ver sete degraus construídos na inclinação natural, que constituem praticamente tudo o que resta de uma vasta área em degraus ou bancadas, que ocupava praticamente todo o lado sul. Esta estrutura, a que Coldstream chama "teatro primitivo", deve ter servido para a realização de assembleias de cariz político ou religioso. Pelo facto de possibilitar a reunião de grande número de pessoas, Dreros antecipou todos os teatros e buleutério dos períodos arcaico e clássico. A forma em degraus inspirou-se provavelmente nas áreas em degrau dos palácios minoicos, o que pode explicar o facto de tal estrutura ter surgido pela primeira vez em Creta. A ágora faz parte de um conjunto cuidadosamente planeado, que inclui um pequeno templo retangular construído com exatamente o mesmo alinhamento, ao qual se acede a partir da assembleia por dois caminhos a subir.

### Templo de Apolo Delfínio

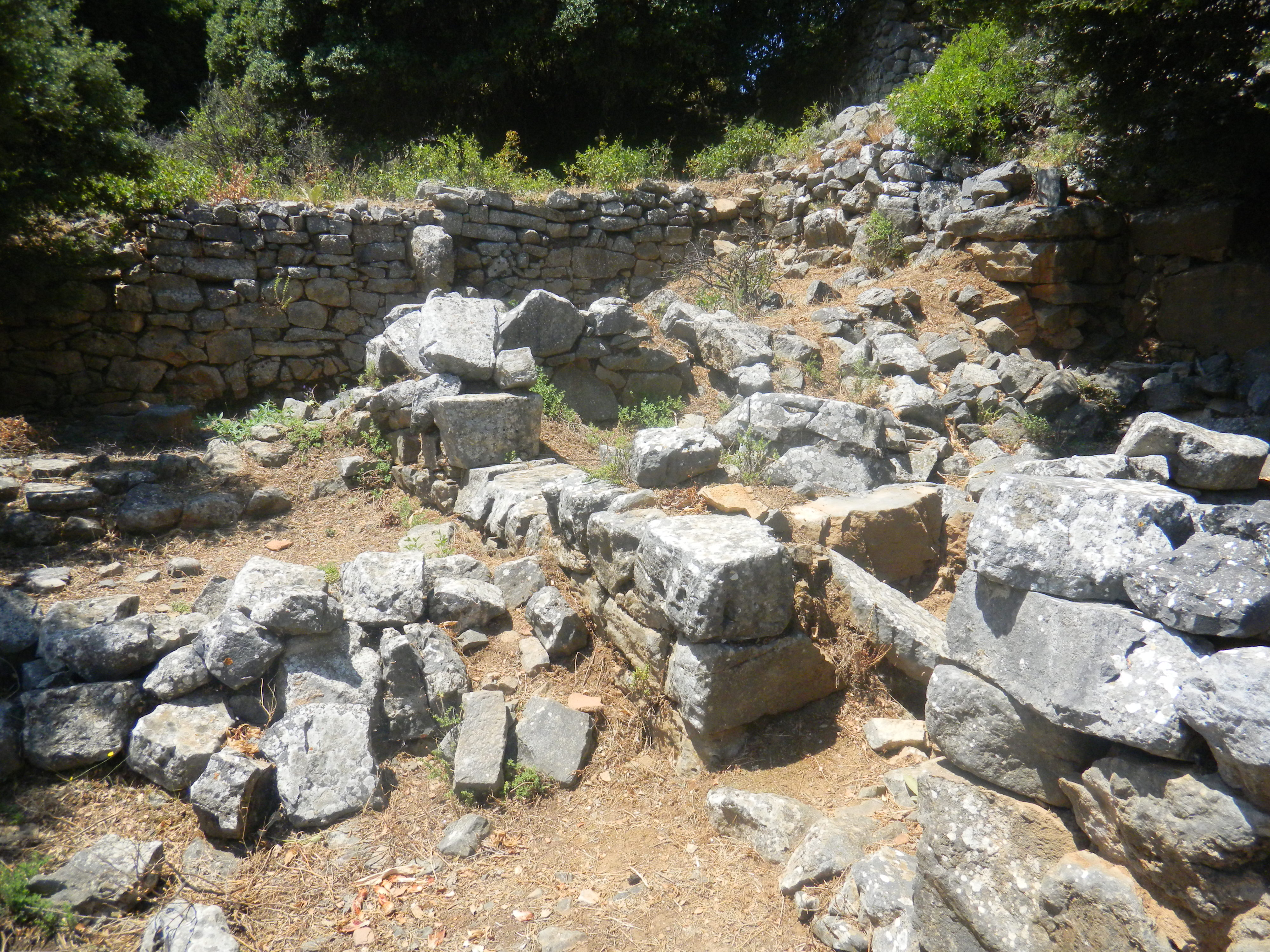

No canto sudoeste da ágora, já na encosta da colina, encontram-se os restos do templo de Apolo Delfínio. Construído no período geométrico, no c. 750 a.C., é um dos mais antigos templos gregos de que há vestígios. Chamado Delfínio, era dedicado a Apolo Delfínio e foi escavado em 1935 por Spyridon Marinatos.
O edifício era composto por um nau (um espaço interior onde estava a estátua de culto), com uma escara (uma lareira ritual ou altar baixo rente ao chão) e duas colunas. Esta disposição indica que os sacrifícios eram realizados no interior do templo, uma característica que se observa noutros templos cretenses de arquitetura similar, como os descobertos em Priniás e Gortina. O livro “Geometric Greece” (1977) de Nicolas Coldstream tem uma planta e reconstituições do templo.
Durante as escavações, Marinatos encontrou a caixa onde estavam guardados os cornos dos animais sacrificados e as estatuetas de culto da tríade apolónia: Apolo, Ártemis e Leto.

### Estatuetas de Apolo, Ártemis e Leto
As estatuetas de Apolo, Ártemis e a mãe de ambos, Leto foram realizadas em "estilo orientalizante primitivo" no final do século VIII a.C., ou talvez ca 650 a.C. usando a técnica de espirelato, ou seja, martelando lâminas de bronze sobre um núcleo de madeira que lhes dava a forma. A figura de Apolo tem 80 cm de altura e tem o peito muito marcado. A figura de Ártemis tem 40 cm de altura e a de Leto 40 ou 45 cm; têm corpos e roupa de estilo geométrico e antecipam já o estilo dedálico. Conhecidas como a "Tríade de Dreros", estão expostas na vitrine 20 da sala 19 do Museu Arqueológico de Heraclião.

### Inscrição arcaica: a lei de Dreros

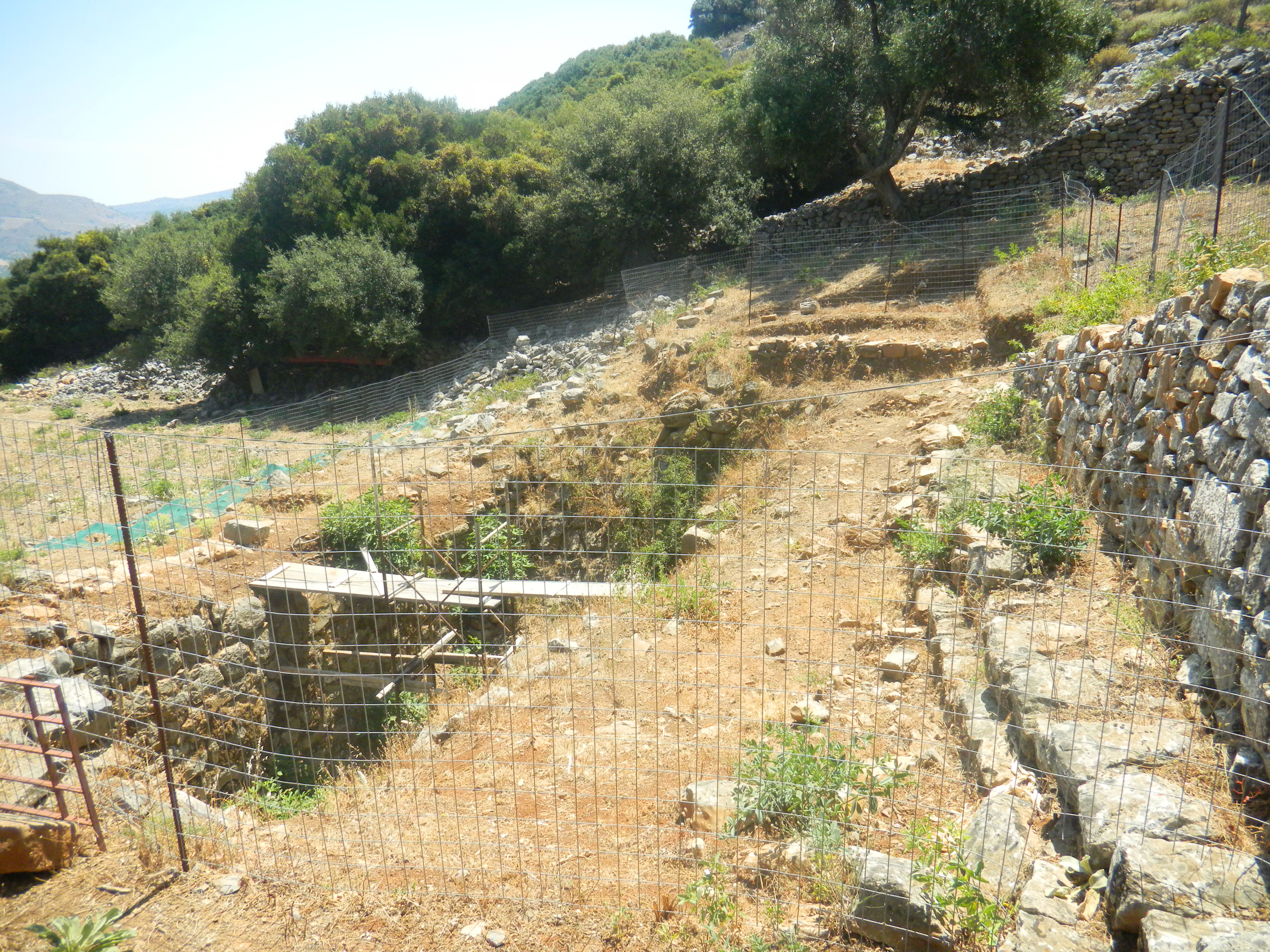

A leste do templo de Apolo foi descoberta uma grande cisterna comunal do período helenístico, construída entre o final do século III a.C. e início do século II a.C.. Durante as escavações de Pierre Demargne e Henri van Effenterre na parte oriental da cisterna foram encontrados vários blocos de pedra com inscrições em eteocretense, gravadas em blocos de xisto cinzento. Uma delas, a chamada inscrição de Dreros (ou Dreris) ou lei sagrada de Dreros, constitui o exemplo mais antigo de legislação grega que se conhece e é o mais antigo registo completo de uma lei constitucional encontrado na Grécia, que menciona os títulos dórico-cretenses cosmo (kosmos) e dâmio (damios).. A inscrição de Dreros data de c. 650 a.C. e pode ter estado originalmente adossada às paredes do templo. O texto conservado limitava a duração do cargo da principal magistratura civil da cidade.  Até à Segunda Guerra Mundial as inscrições estiveram no museu de Neápolis, mas desapareceram durante a ocupação germano-italiana de Creta.